# Sverre Hansen (atleta)
Sverre Hansen   (Christiania, 12 de novembre de 1899 - Oslo, 25 de febrer de 1991) va ser un atleta noruec, especialista en el salt de llargada, que va competir durant la dècada de 1920.
El 1924 va prendre part en els Jocs Olímpics de París, on va guanyar la medalla de bronze en la prova del salt de llargada del programa d'atletisme.
Hansen guanyà quatre campionats nacionals de salt de llargada, entre 1921 i 1924.

## Millors marques
- salt de llargada. 7m 28cm (1924)[1][3]